# 﨟
﨟（ろう）とは、日本の宮廷において用いられた年功による序列のこと。

## 概要
元は律令制にもある労や仏教寺院の臘に由来するとされている。
官人社会において、官職・位階における年功序列が昇進などの基準として重要視された平安時代中期以後、任官・叙位の順番によって一﨟・二﨟・三﨟と数字で区別されたり、先に任じられたものを上﨟、後から任じられた者を中﨟・下﨟などと区別する習慣が生まれ、それがそのまま上下の秩序として用いられた。これを﨟次（ろうじ/らっし）と呼んだ。
原則的に同一の地位にある者の﨟次は位階の上下が優先され、続いて叙日や任官の前後が重視されたが、兼帯する官職の有無やその上下などによっても﨟次が前後する場合もあり、﨟次を巡る解釈が昇進の順番や席次を巡る紛争の一因となった例も見られる。とりわけ六位蔵人においては、﨟次が特に重要視され、実例は少ないながらも一﨟にあたる極﨟を3代続けて出した地下家は堂上家に格上げされる慣例があった。また、極﨟は分配（役割分担の決定権）などの役目を有していた。なお、後世において二﨟の六位蔵人を差次（さしつぎ）、続いて三﨟・四﨟をそれぞれ氏蔵人・新蔵人と称したが、この呼称の成立時期は不明である。
女房の世界においても上﨟・中﨟・下﨟の区別があったが、その区別は実家の家格に影響され、上﨟は公卿の家の娘がなるのが例であり、稀に摂家出身の女房が存在した場合には大上﨟（おおじょうろう）と呼ばれ、その他の上﨟である小上﨟（こじょうろう）とは区別された。これに対して中﨟は五位以上、下﨟は六位官人か社家出身の女性が就くこととされていた。
上﨟の制度は江戸城の大奥においても導入された他、「女郎」の語の由来を「上﨟」の訛りとする説もある。また、「埒もない」の語の由来も「﨟次もない」の訛りとする説もある。